# Andinsk mås
Andinsk mås (Chroicocephalus serranus) är en sydamerikansk fågel i familjen måsfåglar inom ordningen vadarfåglar som olikt andra måsar i området häckar i höglänta bergssjöar.

## Utbredning och levnadsmiljö
Andinsk mås häckar i mycket höglänt terräng i Anderna från Ecuador till norra Argentina och centrala Chile. I norra delen av utbredningsområdet häckar den så högt som 4000 meter över havet och är stannfågel, medan längre söderut häckar den i lägre berg och flyttar även utanför häckningstid ner till kustområden.

## Utseende och levnadssätt
Med en längd på 45 till 48 centimeter är arten relativt stor, störst i släktet Chroicocephalus. Den har en mörk huva, blekgrå rygg och svartvita teckningar på handpennorna.
Den andinska måsen häckar i små kolonier, ibland i ensamma par, i små och isolerade dammar. Den lever av insekter och mask som den hittar vid närliggande fält och gräsmarker. Ibland fångar den även insekter i luften.

### Släktestillhörighet
Länge placerades merparten av måsarna och trutarna i släktet Larus. Genetiska studier visar dock att arterna i Larus inte är varandras närmaste släktingar. Pons m.fl. (2005) föreslog att Larus bryts upp i ett antal mindre släkten, varvid andinsk mås placerades i Chroicocephalus. Brittiska British Ornithologists’s Union (BOU) följde efter 2007, amerikanska  American Ornithologists' Union (AOU) i juli 2007 och Sveriges ornitologiska förening 2010. Även de världsledande auktoriteterna Clements m.fl. och International Ornithological Congress IOU har implementerat rekommendationerna in sin taxonomi, dock ännu ej BirdLife International.

## Status och hot
Arten har ett stort utbredningsområde och en stor population med okänd utveckling. Utifrån dessa kriterier kategoriserar IUCN arten som livskraftig (LC).

## Namn
Fågeln har på svenska i litteratur även kallats andermås.

## Bilder

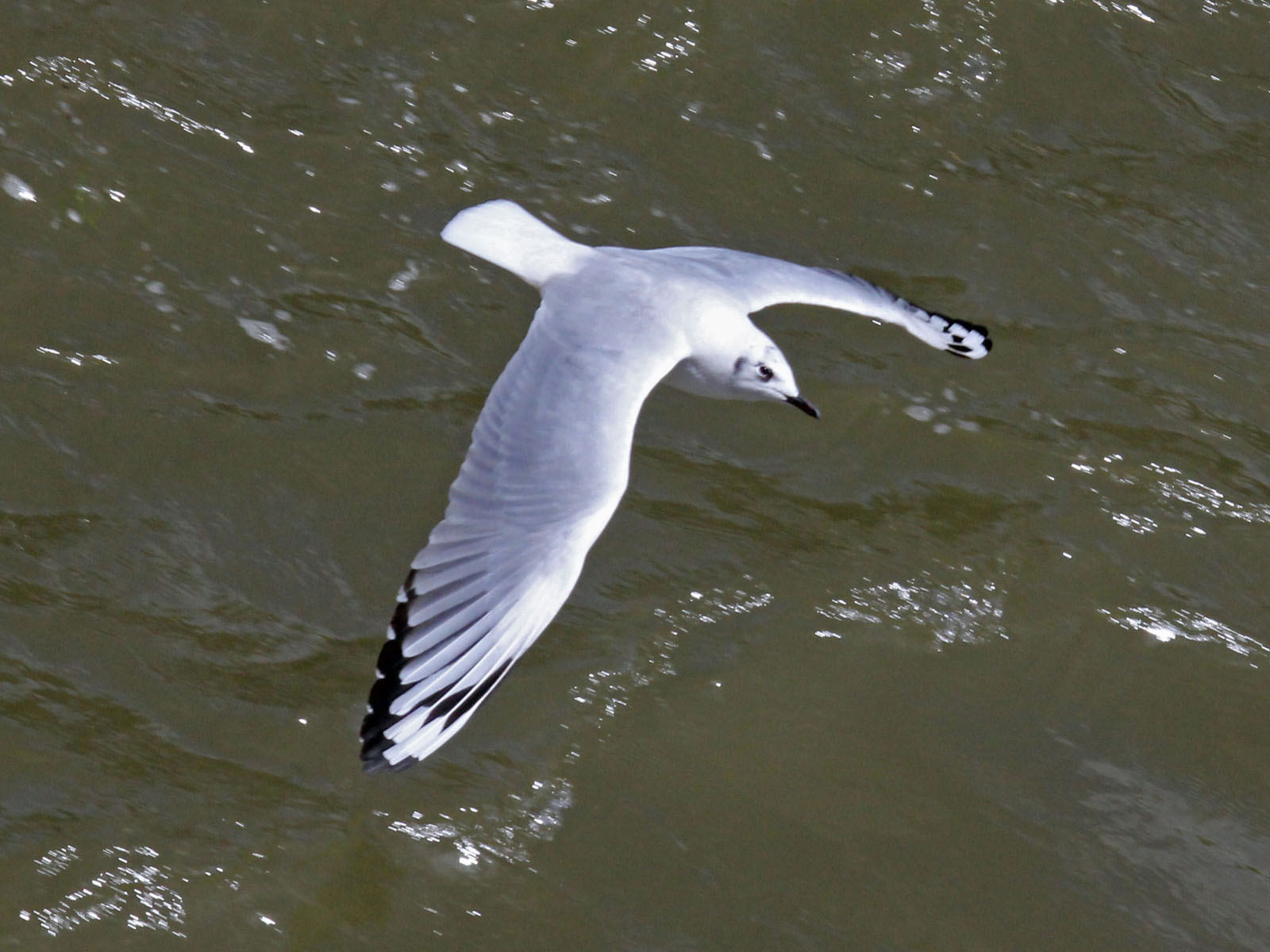
Vinterdräkt, Peru
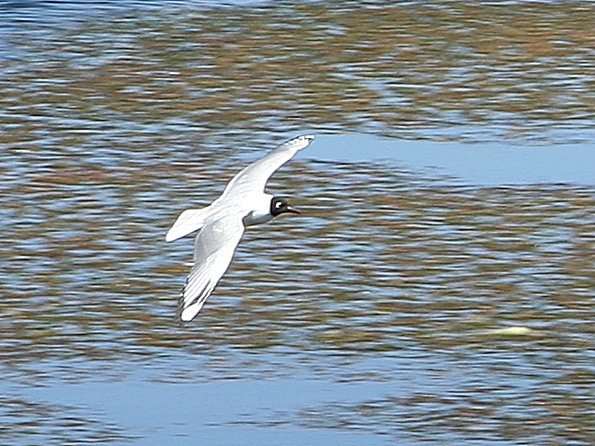
Häckningsdräkt
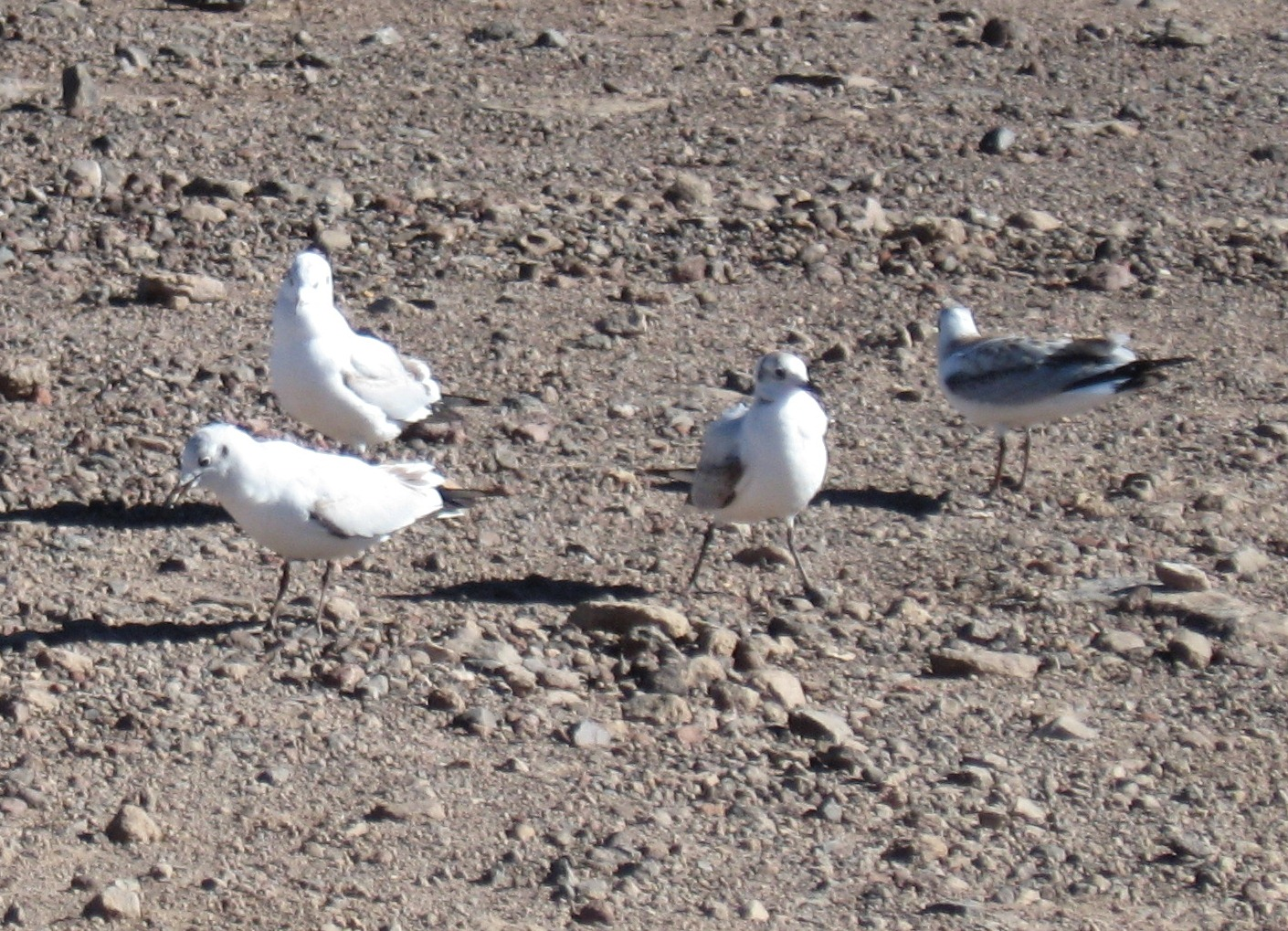
i södra Bolivia
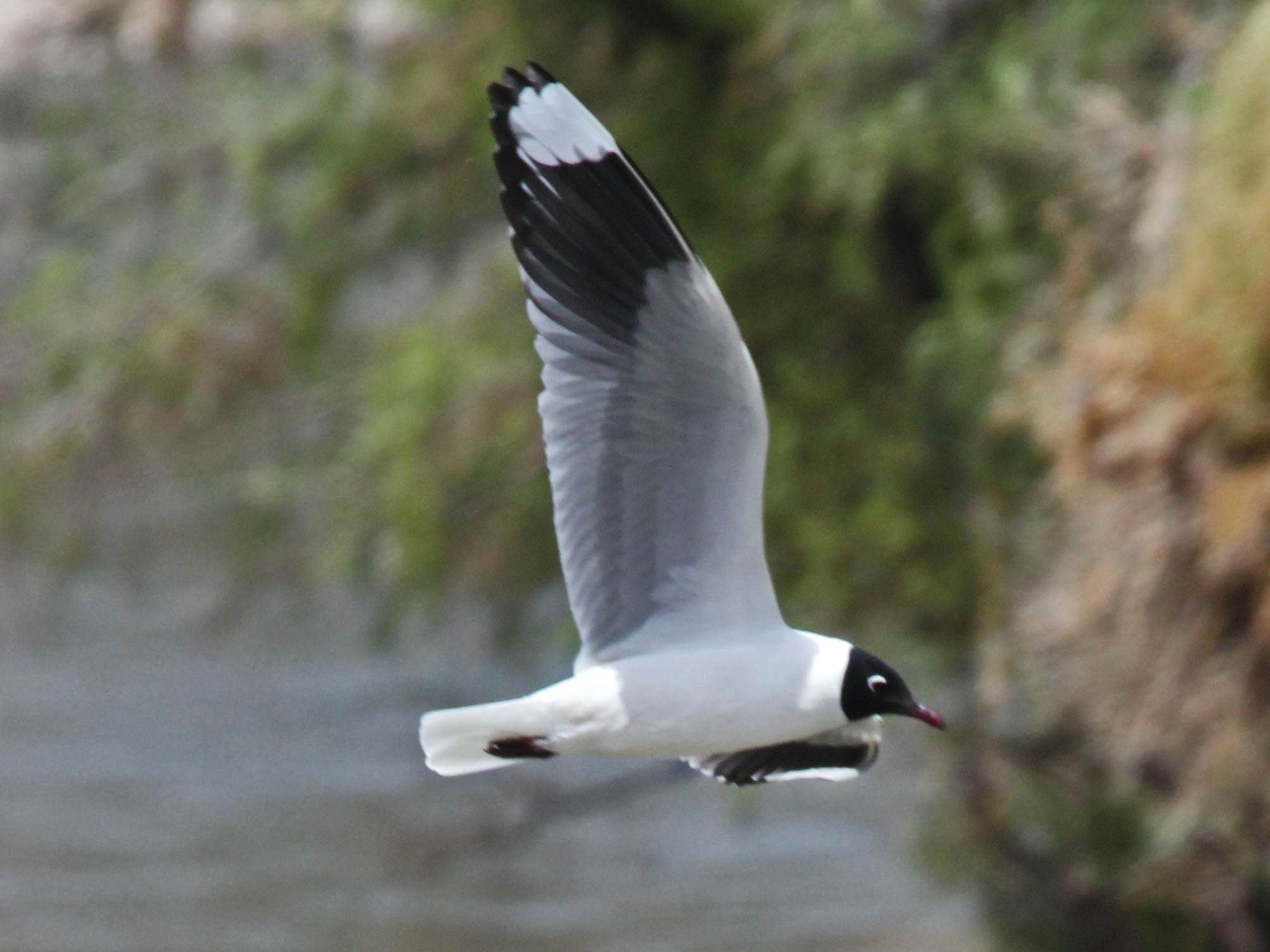